# Kraj zliński
Kraj zliński (cz. Zlínský kraj) – jedna z czternastu jednostek podziału terytorialnego w Czechach, odpowiednik województwa. Leży we wschodnich Morawach. Na południowym zachodzie sąsiaduje z krajem południowomorawskim (cz. Jihomoravský kraj), na północnym zachodzie z krajem ołomunieckim (cz. Olomoucký kraj), na północy z krajem morawsko-śląskim (cz. Moravskoslezský kraj), a na wschodzie ze słowackimi: krajem żylińskim (słow. Žilinský kraj) oraz krajem trenczyńskim (słow. Trenčiansky kraj). Stolicą kraju jest Zlin.

## Warunki geograficzne
Kraj leży na skraju zachodnich Karpat. Większość terenu jest pagórkowata lub górzysta. Najwyższe pasmo górskie leży na granicy ze Słowacją. Na południu są to Białe Karpaty ze szczytem Wielka Jaworzyna (970 m n.p.m.). Łączą się z nimi Jaworniki przechodzące w Beskid Morawsko-Śląski (cz. Moravskoslezské Beskydy), z najwyższym wzniesieniem Łysą Górą (cz. Lysá hora), leżącym już na terenie sąsiedniego kraju morawsko-ślaskiego. W zachodniej i południowo-zachodniej części kraju znajdują się uprawne równiny: Haná w powiecie Kromieryż i Slovácko w powiecie Uherské Hradiště. Na północnym zachodzie znajdują się wzgórza Chřiby z najwyższym punktem – Brdo (587 m n.p.m.). Pomiędzy Chřibami a wyżej wymienionymi górami przebiega od zachodu z kraju ołomunieckiego uskok górnomorawski, biegnący przez powiaty Kromieryż i Zlín. Wzdłuż rzeki Morawy poprzez powiat Uherské Hradiště przebiega uskok dolnomorawski biegnący w kierunku kraju południowomorawskiego.
Kraj należy, za pośrednictwem Morawy i jej dopływów Beczwy i Olšavy, do zlewni Morza Czarnego (Morawa uchodzi do Dunaju). Niewielka część kraju, u podnóża Jesioników, za pośrednictwem Odry należy do zlewni Morza Bałtyckiego.
Duża część kraju, około 30%, to tereny podlegające ochronie ze względu na swoje walory krajobrazowe i przyrodnicze. Głównym rezerwatem przyrody są Białe Karpaty, na terenie których jest sześć rezerwatów biosfery wpisanych do rejestru UNESCO. Poza tym jest tu wiele rezerwatów przyrody, w tym na terenie Beskidu Morawsko-Śląkiego.

## Podział administracyjny
Siedzibą władz kraju zlińskiego jest miasto Zlin.
Poprzednio kraj podzielony był na powiaty:
- Zlín
- Vsetín
- Kromieryż
- Uherské Hradiště

Z początkiem 2003 roku urzędy powiatowe uległy likwidacji, choć sam podział administracyjny pozostał. Ich rolę przejęły urzędy gminne o rozszerzonych uprawnieniach, których jest 13. Poza wymienionym dawnymi miastami powiatowymi są to: Bystřice pod Hostýnem, Holešov, Luhačovice, Otrokovice, Rožnov pod Radhoštěm, Uherský Brod, Valašské Klobouky, Valašské Meziříčí, Vizovice.
Łącznie w kraju jest 307 gmin, w tym 30 ma prawa miejskie.

## Historia
Kraj powstał w wyniku reformy administracyjnej w 2000 roku.
W latach 1949–1959 był w granicach kraju gottwaldowskiego (cz. Gottwaldovský kraj). Po roku 1960 kraj gottwaldowski uległ likwidacji. Jego tereny rozdzielono pomiędzy kraje południowomorawski  i północnomorawski.
Dawne granice na Morawach przebiegały w odmienny sposób, a część kraju z końcem XI wieku należała do Węgier, stąd też nazwy: Uherské Hradiště (Węgierski Gród), Uherský Brod (Węgierski Bród), Uherský Ostroh (Węgierska Wyspa). Granicę Moraw tworzyła wtedy rzeka Olšava.

## Gospodarka
Poza niewielkimi urodzajnymi fragmentami równin, kraj zliński to tereny górzyste i nieurodzajne, stąd też znaczenie rolnictwa jest niewielkie.
Do końca lat 80. XX wieku w stolicy kraju, Zlínie (wtedy Gottwaldowie), funkcjonowały duże zakłady obuwnicze założone przez Tomasza Batę. Przeprowadzona w latach 90. prywatyzacja nie przerwała stagnacji, w jaką popadł region, co jest spowodowane silną międzynarodową konkurencją w przemyśle lekkim oraz warunkami terenowymi i trudnościami komunikacyjnymi.
Głównym przemysłem jest hutnictwo i przemysł ciężki (26,9% udziału w produkcji kraju) oraz elektrotechniczny (14,4% udziału w produkcji kraju). Sytuację pogarsza wysoki wskaźnik bezrobocia – 10,22%, mający tendencję wzrostową. Kraj ma najniższy produkt krajowy w całych Czechach.
Rozwija się natomiast turystyka, w tym turystyczna stolica regionu – Luhačovice – uzdrowisko mające ambicje konkurować z Karlowymi Warami.

## Szkolnictwo
- Uniwersytet Tomasza Baty w Zlinie (cz. Univerzita Tomáše Bati ve Zlíně).